# Bandar-e Emam Khomeyni
Bandar-e Emam Khomeyni (en persan : بندرامام خمینی) est une ville d'Iran. Avant la révolution iranienne, elle était connue sous le nom de Bandar Shahpur. Elle est nommée d'après l'ayatollah Rouhollah Khomeini.